# アブドゥッラー・オジャラン
アブドゥッラー・オジャラン（トルコ語: Abdullah Öcalan、1949年4月4日 - ）は、トルコ生まれのクルド人政治家、革命家、思想家。愛称のアポ（Apo）（クルド語でAbdullahと「おじさん」の両方を略したもの）としても知られている。クルド人の政治犯であり、武装した反政府組織クルディスタン労働者党（PKK）の創設メンバーである。
オジャランは1979年から1998年までシリアを拠点に活動していた。1978年にPKKの設立に携わり、1984年にはトルコ国内での武力闘争を展開した。PKKを率いていた期間のほとんどはシリアに拠点を置いており、1990年代後半にエジェヴィトがアサド政権と「アダナ合意」を交わすまでシリアに潜伏した。
シリアを追われたオジャランは、ロシアやギリシャを転々としたのちに1999年にナイロビでトルコ国家諜報局（Milli İstihbarat Teşkilatı）に拉致され（米国の協力を得つつ）、トルコに連行された。トルコ刑法第125条（武装組織の結成に関する条項）により死刑を宣告されたが、トルコが死刑制度を廃止したため、加重無期懲役に減刑された。1999年から2009年までは、マルマラ海に面したイムラルー刑務所の唯一の囚人であり、現在も収容されている。
オジャランは、1993年のクルディスタン労働者党の停戦以来、紛争の政治的解決を主張してきた。 オジャランの獄中生活は、外部との接触が許されない長期の隔離期間と、面会が許される期間の間で揺れ動いていた。 また、トルコ政府との交渉にも参加し、2013年には一時的にクルド人とトルコ人の和平プロセスが実現した。2015年に和平交渉は頓挫するが、2025年2月27日に獄中よりPKKに対する武装解除と解散を要求し、これに対してPKKは即時停戦を発表すると同時に、オジャランの釈放を要求した。PKKは同年5月12日に組織の解散と武装闘争の終結を発表した。
獄中からオジャランはいくつかの本を出版している。オジャランが提唱したフェミニズムの一種であるジネオロジーは、クルディスタン共同体連合（KCK）の基本理念となっている。 オジャランの民主的連邦主義の哲学は、2012年にシリアで結成された自治政体「北・東シリア自治行政（ロジャヴァ）」の政治構造に強い影響を与えている。

## 経歴
1999年にケニアのナイロビにあるギリシャ大使館所有の建物に匿われていたが、CIA、モサッド、MİT により身柄を確保され（ナイロビ作戦）トルコの特殊部隊ボルド・ベレに引き渡され、軍が借り上げた自家用ジェットでトルコに移送された。一旦死刑判決を受けたが、EU加盟を最優先するトルコ政府は、EU加盟基準遵守のために死刑制度を廃止した。そのため、オジャランも終身刑となり、現在もマルマラ海に浮かぶイムラル島で服役中である。
現在は武装闘争路線を放棄し、和平路線に転向した。2012年頃よりトルコ政府との対話が開始されるなど、和平に向けた動きも起こっている。